# Pericopsis laxiflora
Pericopsis laxiflora là một loài thực vật có hoa trong họ Đậu. Loài này được (Baker) Meeuwen miêu tả khoa học đầu tiên.